# گیلدا (خواننده)
میریام آلخاندرا بیانچی (۱۱ اکتبر ۱۹۶۱–۷ سپتامبر ۱۹۹۶)، معروف به نام هنری خود گیلدا، خواننده و ترانه‌سرای آرژانتینی کامبیا بود. میریام آلخاندرا بیانچی در ۱۱ اکتبر ۱۹۶۱ در ویلا دوتو، بوئنوس آیرس به دنیا آمد.

## آهنگ‌شناسی

### آلبوم‌های استودیویی
1. ۱۹۹۲ – از دل تا دل – Disgal SA
2. ۱۹۹۳ –تنها - موسیقی قبیله
3. 1994 - قدم به قدم با… گیلدا (CD) – موسیقی قبیله ای
4. 1995 – Pasito a pasito con... گیلدا (LP) – سانتافه رکوردز
5. 1995 – دل شجاع (آلبوم طلایی و دوبل پلاتین در آرژانتین) – موسیقی لیدر
6. ۱۹۹۶ – اگر کسی در زندگی شما وجود دارد – دیسک‌های سرخابی
7. 1997 – بین آسمان و زمین (پس از مرگ) – موسیقی لیدر

### آلبوم‌های دیگر
1. ۱۹۹۷ – ۱۷ بهترین آهنگ‌ها و ریمیکس‌ها – برای همیشه گیلدا – گروه موسیقی یونیورسال
2. ۱۹۹۷ – یک رؤیا به حقیقت پیوست - دیسکوهای سرخابی
3. ۱۹۹۸ – برای همیشه لطفاً برای گیلدا ۲ – بهترین آهنگ‌ها و ریمیکس‌ها – گروه موسیقی یونیورسال
4. ۱۹۹۹ – وقتی دل آواز می‌خواند – گروه موسیقی جهانی
5. 1999 – Las Alas del Alma – Leader Music
6. ۱۹۹۹ – یک رؤیا به حقیقت پیوست ۲ – آهنگ‌های منتشر نشده – Magenta Discos
7. ۱۹۹۹ – طلایی – موسیقی ویزیت
8. ۱۹۹۹ –آلبوم طلایی – گروه موسیقی یونیورسال
9. ۲۰۰۰ – از روح [بزرگ‌ترین ضربه‌ها] – گروه موسیقی یونیورسال
10. ۲۰۰۴ – مجموعه خشم گرمسیری – وارنر رکوردز
11. ۲۰۰۵ – مجموعه طلا جلد 1 – Magenta Records
12. ۲۰۰۵ – مجموعه طلا جلد 2 – Magenta Records
13. ۲۰۰۶ – مگامیچ (۲۴ بازدید) – موسیقی لیدر
14. ۲۰۰۷ – تنها – موسیقی لیدر
15. ۲۰۰۸ – بزرگ‌ترین – دیسکوهای سرخابی
16. ۲۰۱۱ - عشق واقعی (DVD) - موسیقی رهبر
17. ۲۰۱۱ – ۲۰ بهترین موفقیت – Leader Music
18. ۲۰۱۱ – من از این عشق پشیمان نیستم – لیدر موزیک
19. ۲۰۱۴ – برترین‌ها – دیسکوهای سرخابی